# Colias werdandi

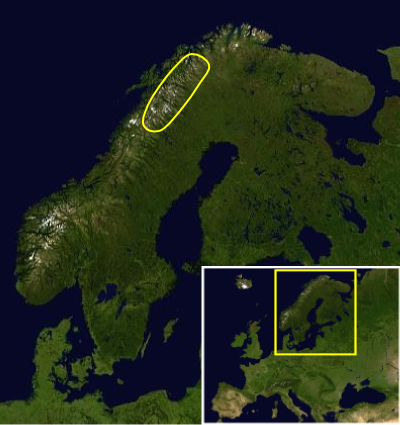
Verbreitung von Colias werdandi

Colias werdandi ist ein Schmetterling aus der Familie der Weißlinge (Pieridae) in der Unterfamilie der Gelblinge aus dem arktischen Skandinavien.

## Merkmale

### Merkmale der Imagines
Die Oberseite von Colias werdandi ist sehr bleich weißgelb, der Außenrand ist grauschwarz und schmal. Vor ihm verläuft eine submarginale Reihe abgenutzter und zusammenhängender grauschwarzer Flecken. Der schwarze Mittelfleck der Vorderflügel ist groß, die Fransen am Flügelrand sind blassrot. Die Unterseite der Vorderflügel ist schmutzig-weiß, der Mittelfleck weiß gekernt. Vor dem Außenrand verläuft eine Reihe schwärzlicher, keilförmiger Flecken. Die Unterseite der Hinterflügel ist grüngrau, der weißliche oder gelbliche Mittelfleck ist rot eingefasst. Der breite Außenrand ist viel lichter als beim Vorderflügel und der ganze Saum ist rosenrot. Das Weibchen hat lichte Submarginalflecke und verdüsterte Hinterflügel.

## Verbreitung und Lebensraum
Colias werdandi kommt im arktischen Skandinavien und möglicherweise auf der russischen Insel Nowaja Semlja vor. Die Art lebt im Ödland, vorzugsweise in bergigem Gelände.

## Lebensweise
Die Nahrungspflanze der Raupen ist Alpen-Tragant (Astragalus alpinus).

### Flug und Raupenzeiten
Die Falter fliegen in einer Generation im Juni.

## Systematik
Die Art wurde 1839 von Johan Wilhelm Zetterstedt anhand eines Falters aus Tornio (schwed. Torneå), Lappland (Finnland), als Colias nastes werdandi in Insecta Lapponica beschrieben. Die Art wurde lange Zeit als Unterart der im polaren Nordamerika und Nordostasien vorkommenden Colias nastes Boisduval, 1832, betrachtet. Besonders russische Entomologen ordneten sie Colias tyche (Boeber, 1812) zu. Neuere Untersuchen haben gezeigt, dass sich die Art morphologisch von den beiden anderen stark unterscheidet. Der Einordnung von Colias nastes zemblida Grieshuber, 1998, die auf Nowoja Semlja vorkommt, ist umstritten, es könnte sich auch um eine Unterart von Colias werdandi handeln.

## Etymologie
Verdandi (nordgermanisch für werdend) ist eine der drei Schicksalsgöttinnen (Nornen) der nordischen Mythologie. Sie repräsentiert in dieser Dreiheit die Gegenwart.